# Harfe (Geodäsie)
Eine Harfe ist in der Geodäsie und Katastervermessung ein bis 10 cm großes flaches Instrument, in dessen Rahmen sehr enge parallele Fäden verschiedener Farben gespannt sind.
Es dient zur raschen Flächenbestimmung unregelmäßig geformter Grundstücke in Kataster- und anderen großmaßstäbigen Plänen. Mit dem Stechzirkel oder einem feinen Lineal wird die Länge jedes annähernd rechteckigen Streifens gemessen, was in der Summe die Fläche des Grundstücks oder ähnlicher geometrischer Formen ergibt.
Heute wird das meist mit durch Umfahren der Grundstücksgrenzen mit einem sogenannten Pantograf durchgeführt, das aus den Umdrehungen einer Rolle auf dem Pantometerarm die Fläche integriert. Bei digitalen Plänen erfolgt die Flächenbestimmung rechnerisch.